# Thomas Hudson

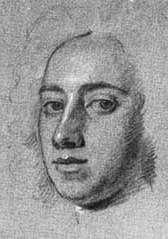
Thomas Hudson
Zeichner: Jonathan Richardson

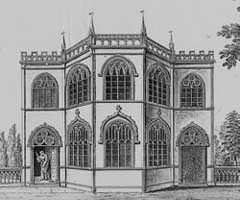
Hudsons gotisches Haus in Twickenham

Thomas Hudson (* 1701 in Devon; † 26. Januar 1779 in Twickenham bei London) war ein britischer Porträtmaler und Kunstsammler. Er galt als „Porträtist des britischen Establishments“.

## Leben

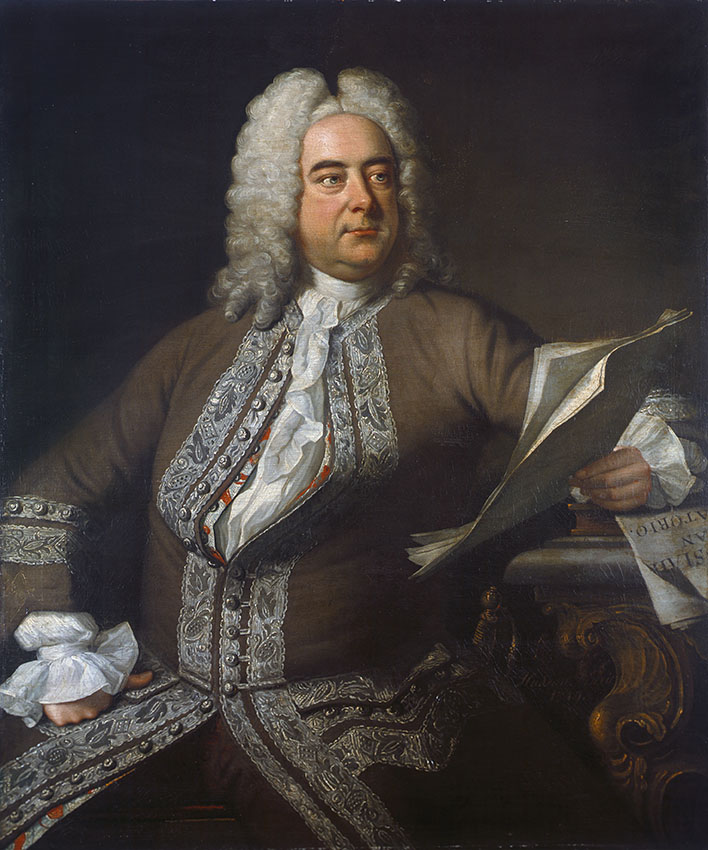
Georg Friedrich Händel
Maler: Thomas Hudson, 1749

Hudson studierte die Malerei beim Porträtmaler Jonathan Richardson in London, der auch ein Porträt von Hudson zeichnete. Kurz vor 1725 heiratete er auch dessen Tochter, allerdings gegen seinen eigenen Willen. Nach deren Tod heiratete er in zweiter Ehe eine Mrs. Fiennes.
Hudsons wurde in den 1730er Jahren bekannt, seine arbeitsintensivste Zeit lag in den zwanzig Jahren zwischen 1740 und 1760. Zwischen 1745 und 1755 galt er sogar als der erfolgreichste Porträtmaler Londons, er war der „Modeporträtist“ und entwickelte die Porträtmalerei zu einer spezifisch englischen Kunstform. Seit 1753 lebte er in Cross Deep in Twickenham, heute ein Ortsteil von Groß-London, in seinem gotischen Haus, das er sich auf dem aus dem Nachlass des 1749 verstorbenen Architekten Roger Morris erworbenen Grundbesitzes hatte errichten lassen.
In seinem Londoner Atelier beschäftigte Hudson mehrere Mitarbeiter, um sich bei seinen Bildern helfen zu lassen. Er malte mindestens 400 Porträts, wovon etwa 80 als Kupferstiche verbreitet wurden. Er war der Porträtist des Königshauses um Georg II., beim Hofadel, der Gentry, bei Kirchenfürsten, Gelehrten, Schauspielern und Musikern. Von ihm stammen die beiden einzig erhaltenen Altersporträts Georg Friedrich Händels aus den Jahren 1749 und 1756. Beide Künstler kannten sich seit langer Zeit. Hudson soll von Händel etwa 15 Bildnisse gemalt haben.
Hudson gehörte zu einer Künstlergruppe mit William Hogarth, der ihn stark beeinflusste, Allan Ramsay, Francis Hayman (1708–1776) und dem Bildhauer John Michael Rysbrack (1694–1770). Zu seinen Schülern gehörten auch Joshua Reynolds, der 1740 als 17-Jähriger kam und bis 1743 bei ihm blieb, Joseph Wright of Derby und Thomas Jenkins. Um 1755, als sein Schüler Reynolds und Allan Ramsay populärer wurden, kam allerdings sein eigener Stil, Porträts zu malen, völlig aus der Mode. Deshalb gab er 1767 die Malerei auf. Seine umfangreiche Privatsammlung wurde nach seinem Tod auf Londoner Auktionen bei Langford (1779) und Christie’s (1785) verkauft.
Heute findet man viele seiner Werke in Galerien und Museen wie beispielsweise der National Portrait Gallery in London, dem National Maritime Museum in Greenwich und der Tate Gallery.